# Melicope borbonica
Melicope borbonica är en vinruteväxtart som först beskrevs av Jean-Baptiste Bory de Saint-Vincent, och fick sitt nu gällande namn av Thomas Gordon Hartley. Melicope borbonica ingår i släktet Melicope och familjen vinruteväxter. Utöver nominatformen finns också underarten M. b. acuminata.